# Vichama
Vichama var en gestalt i inkafolkets mytologi. Han skapades liksom sin halvbror Pachacamac av Solen. Pachacamac dödade Vichamas mor medan Vichama var borta och skapade ett par människor. När Vichamas mor återvände flydde Pachacamac till sitt tempel djupt nere i Stilla havet. Vichama förstenade människorna som Pachacamac hade skapat och förvandlade dem till huecas (helgedomar). Vichama bad sedan sin far, Solen, om att få skapa nya människor. Han fick tre ägg: ett av guld, ett av silver och ett av koppar. Guldägget kläcktes och blev till kungar och lokala hövdingar. Silverägget blev kvinnor med hög status och kopparägget blev "vanliga" män.